# Palazzo di Scultetus
Il palazzo di Scultetus (di Scholz) è uno storico palazzo urbano in via Najświętszej Marii Panny a Legnica, situato vicino al centro commerciale e di intrattenimento Galeria Piastów.
Si tratta di un edificio rinascimentale, costruito all'inizio del Quattrocento. La decorazione a sgraffito a due strati sulla facciata risale al 1611; essa raffigura elementi geometrici e architettonici nonché personificazioni delle sette arti liberali: Grammatica, Dialettica, Retorica, Musica, Aritmetica, Astronomia e Geometria. La decorazione fu creata dal maestro Giovanni e suo alunno; anche le figure dei due autori vennero inserite sulla facciata.
Il palazzo costituiva una proprietà di Johann Scultetus (Hans Scholz), umanista di Legnica, dal 1611 rettore della scuola presso la chiesa dei Santi Pietro e Paolo.
Alla fine dell'Ottocento, l'opera seicentesca fu nascosta sotto l'intonaco; tornò alla luce nel 1972, durante i lavori di restauro. Originariamente tutta la costruzione era coperta dalla decorazione a sgraffito; tuttavia, oggi è rimasta solo la sua parte superiore.
Negli anni 2005-2006 l’edificio è stato ristrutturato grazie a un appoggio finanziario della Fondazione di Erika Simon.
Oggi il palazzo è la sede del Centro Sportivo e Ricreativo locale. Vi si trova anche l'ufficio di informazioni turistiche della città.